# Alberto Rodríguez Nin
Alberto Federico Rodríguez Nin (Montevideo, Uruguay, 16 de enero de 1928 - Ciudad de Panamá, Panamá, 18 de setiembre de 2019) fue un diplomático y político uruguayo, quien entre otros cargos se desempeñó como subsecretario del Ministerio de Relaciones Exteriores (vicecanciller) de su país en 1986-1987. 

## Nacimiento
Nació en Montevideo el 16 de enero de 1928.

## Carrera diplomática

### Primeros cargos
En 1948 ingresó a cumplir funciones como Auxiliar en el Ministerio de Relaciones Exteriores.
Integró la delegación uruguaya a la Asamblea General de la Organización de Naciones Unidas en 1950,1955y 1956.
Fue adscripto civil en la embajada de Uruguay en Australia.
Secretario de tercera clase en 1953,desde 1954 cumplió funciones en la embajada uruguaya en Washington D. C., Estados Unidos.
En 1957 retornó a Uruguay al ser adscripto al Ministerio de Relaciones Exterioresy en 1959 fue ascendido a Secretario de segunda clase.
Entre 1961 y 1963 desempeñó tareas en ALALC.
En 1963, ya secretario (cónsul de distrito) de primera clase, fue destinado a cumplir funciones en la Embajada en Bélgica.
En 1968 fue encargado de negocios en Ottawa, Canadá.Fue posteriormente Director del Departamento de Integración Latinoamericana.
Integró la delegación uruguaya a la reunión  anual del Consejo Interamericano Económico y Social (CIES) en 1969 y la Comisión Mixta con Brasil para el Uso y Conservación de Puentes Internacionales en 1970,entre otras actividades.

### Embajador
En 1971 fue designado embajador en Hungría.
Posteriormente fue embajador en Japóny a partir de 1976, concurrente en India.

### Subsecretario de Relaciones Exteriores
El 31 de marzo de 1986 el presidente Julio María Sanguinetti y su ministro de Relaciones Exteriores Enrique V. Iglesias lo designaron subsecretario -viceministro- de dicha cartera, sucediendo a Mario César Fernández.
Desempeñó dicho cargo durante algo más de un año y medio, siendo reempazado en diciembre de 1987 por Adolfo Castells.

### Nuevamente Embajador
En diciembre de 1987 fue nombrado embajador en Venezuela.
Más tarde fue destinado a Panamá.

## Vida personal. Fallecimiento
Era hijo de Alberto Antonio Rodríguez Castro, uruguayo y de María Antonieta Nin Recayte, argentina, quienes se habían casado en 1926.
Contrajo matrimonio en 1954 con Martha Goñi,con quien tuvo dos hijos, Mónica y Alberto Antonio Rodríguez Goñi.
Tras divorciarse, en 1971 se casó en segundas nupcias con Susana Nilda Ramagli.
Posteriormente contrajo un tercer matrimonio con Gabriela Candanedo.
Radicado en Panamá luego de dejar su puesto de embajador, falleció en Ciudad de Panamá el 18 de setiembre de 2019, a los 91 años de edad.